# Phytodietus griseanae
Phytodietus griseanae är en stekelart som beskrevs av Geoffrey John Kerrich 1962.
Phytodietus griseanae ingår i släktet Phytodietus och familjen brokparasitsteklar. Arten är reproducerande i Sverige. Inga underarter finns listade i Catalogue of Life.